# باشگاه فوتبال دپورتیوو مونیسیپال
باشگاه فوتبال دپورتیوو مونیسیپال (اسپانیایی: Deportivo Municipal‎) یک باشگاه فوتبال در بخش ویا ال سالوادور، پرو است که در سال ۱۹۳۵ تاسیس شده‌است.
از افتخارات این باشگاه میتوان به کسب ۴ قهرمانی در لیگ دسته اول فوتبال پرو اشاره کرد.